# Rhizopus caespitosus
Rhizopus caespitosus är en svampart som beskrevs av Schipper & Samson 1994. Rhizopus caespitosus ingår i släktet Rhizopus och familjen Mucoraceae.   Inga underarter finns listade i Catalogue of Life.